# Парламентские выборы в Швейцарии (1875)
Парламентские выборы в Швейцарии проходили 31 октября 1875 года. Радикально-левая партия осталась крупнейшей парламентской партией, получив 63 из 135 мест Национального совета.

## Избирательная система
135 депутатов Национального совета избирались в 48 одно- и многомандатных округах. Распределение мандатов было пропорционально населению: одно место парламента на 20 тыс. граждан. 
Голосование проводилось по системе в три тура. В первом и втором туре для избрания кандидат должен был набрать абсолютное большинство голосов, в третьем туре достаточно было простого большинства. Каждый последующий тур проводился после исключения кандидата, набравшего наименьшее число голосов. 

## Результаты

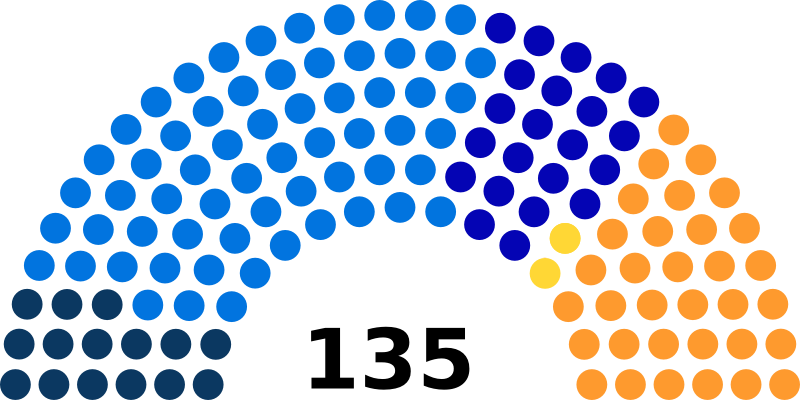
Распределение мест в Национальном совете (1875).

В кантоне Аргау была зарегистрирована наивысшая явка 85,6 %, превысившая явку в кантоне с обязательным голосованием Шаффхаузен, где она составила 73,3 %. В кантоне Цуг явка оказалась наименьшей (31,4 %).
|  | Партия                               | Голосов | %    | Мест | +/–   |
|  | Радикально-левые                     |         | 38,2 | 63   | +3    |
|  | Католические правые                  |         | 25,7 | 33   | +3    |
|  | Либеральные центристы                |         | 17,9 | 22   | –5    |
|  | Демократическая группа               |         | 11,7 | 15   | 0     |
|  | Правые евангелисты                   |         | 4,8  | 2    | –1    |
|  | Социалисты                           |         | 0,1  | 0    | новая |
|  | Независимые                          |         | 1,6  | 0    | 0     |
|  | Всего                                | 375 666 | 100  | 135  | 0     |
|  | Зарегистрированных избирателей/ Явка | 635 745 | 59,1 | –    | –     |
|  | Источник: BFS                        |         |      |      |       |